# Stráž (district de Domažlice)
Pour les articles homonymes, voir Stráž.
Stráž (en allemand : Hochwarth) est une commune du district de Domažlice, dans la région de Plzeň, en Tchéquie. Sa population s'élevait à 221 habitants en 2017.

## Géographie
Stráž se trouve à 4 km au sud-ouest du centre de Domažlice, à 50 km au sud-ouest de Plzeň et à 133 km au sud-ouest de Prague.
La commune est limitée par Domažlice au nord, par Nevolice à l'est, par Tlumačov au sud, et par Pasečnice à l'ouest.

## Histoire
La première mention écrite de la localité date de 1579.